# The universal song
The universal song is een single van Kim Carnes; het werd alleen in Europa uitgebracht. Het is afkomstig van haar album Café racers. Carnes had in de jaren ’80 regelmatig hits in de Amerikaanse Billboard Hot 100. In Nederland was dat stukken minder. Alleen Bette Davis Eyes en The universal song haalden net de hitparade.
De B-kant van The universal song, getiteld Invisible hands, werd in de VS genomineerd voor een Grammy Award. Het nummer kwam daar ook als A-kant van een aparte single uit. Het haalde een 40e plaats in de Billboard.

## Hitnotering
In Nederland betrad de plaat amper de hitlijsten. In België en Engeland haalde ze het niet.

### Nederlandse Top 40
| Positie: | 33 | 29 | 30 | 40 | uit |

### NederlandseDaverende 30
| Positie: | 40 | 49 | uit |

### NPO Radio 2 Top 2000
The Universal Song stond alleen in 1999 in de NPO Radio 2 Top 2000, op plek 1994.